# ماونت کارمل (اوهایو)
ماونت کارمل (به انگلیسی: Mount Carmel) یک منطقهٔ مسکونی در ایالات متحده آمریکا است که در شهرستان کلرمونت، اوهایو واقع شده‌است. ماونت کارمل ۴٫۷۶ کیلومتر مربع مساحت و ۴٬۷۴۱ نفر جمعیت دارد و ۲۷۰ متر بالاتر از سطح دریا واقع شده‌است.